# ダファー兄弟
マット&ロス・ダファー（Matt and Ross Duffer, 1984年2月15日 - ）は、アメリカの映画・テレビの脚本家、監督、プロデューサー。NetflixのSF・ホラーシリーズ『ストレンジャー・シングス 未知の世界』を制作し、製作総指揮を務めている。また、2015年に公開されたサイコロジカルホラー映画『Hidden』の脚本と監督を務め、フォックスのミステリー・SFシリーズ『ウェイワード・パインズ 出口のない街』の脚本とエピソード制作を担当している。
二人は双子の兄弟で、子供の頃から仲が良かった。すべてのプロジェクトを2人で行っている。

## 経歴
兄弟はいくつかの短編映画の脚本と監督を務めた後、2011年、黙示録ホラー映画『Hidden』の脚本を、ワーナー・ブラザース・ピクチャーズが獲得した。兄弟はその後、『Hidden』（2015年）の監督を務める。次にダファー兄弟は、フォックスのテレビシリーズ『ウェイワード・パインズ 出口のない街』の脚本／製作として採用された。

### ストレンジャー・シングス 未知の世界
テレビ業界での経験を活かし、『ストレンジャー・シングス 未知の世界』のアイデアを売り込み始め、ダン・コーエンは最終的にショーン・レヴィに持ち込んだ。レヴィの制作会社、21ラップスの支援を受け、すぐにNetflixに採用された。この番組は、1980年代のインディアナ州を舞台にしており、80年代のポップカルチャーへのオマージュとして、スティーヴン・スピルバーグ、ジョン・カーペンター、スティーヴン・キング、ジョージ・ルーカスなどの作品、アニメやビデオ・ゲームからインスピレーションを受け、取り入れている。
2016年7月15日に公開され、圧倒的な賞賛を受けた。具体的には、そのキャラクター性、テンポ、雰囲気、演技、サウンドトラック、演出、脚本、1980年代のジャンル映画へのオマージュなどが評価された。この作品は、オンライン上でカルト的な人気を集め始めた。レビュー集計サイトRotten Tomatoesは、82件のレビューをもとに、本シリーズに95％の支持率を与え、加重平均スコアは7.96/10となっている。同サイトの批評家のコンセンサスでは、「興奮し、胸が張り裂けそうになり、時には恐怖を感じる『ストレンジャー・シングス』は、スピルバーグ映画や1980年代のヴィンテージなテレビシリーズへの中毒性のあるオマージュとして機能している」と述べられている。2016年8月31日、Netflixは本シリーズを9話の第2シーズンに更新し、2017年10月27日に公開した。2017年12月、Netflixはシリーズを更新し、8話からなる第3シーズンを7月4日に公開した。
2019年9月30日、Netflixは第4シーズンをグリーンライトした。さらに、Netflixは、ダファー兄弟と9桁の契約を結び、複数年にわたって追加の映画やテレビ番組を制作することを発表した。

## 私生活
ダファー兄弟は、ノースカロライナ州のダーラムで生まれ育った。彼らは小学3年生のときに、両親から贈られた8ミリビデオを使って映画を作り始めた。彼らは、郊外の私立学校であるDuke School for ChildrenにK-8年生まで通い、その後、ダラムの大規模な公立学校であるチャールズ E. ジョーダン・ハイ・スクールに通った。その後、チャップマン大学のDodge College of Film and Media Artsで映画を学ぶためにカリフォルニア州オレンジに移り住み、2007年に卒業した。

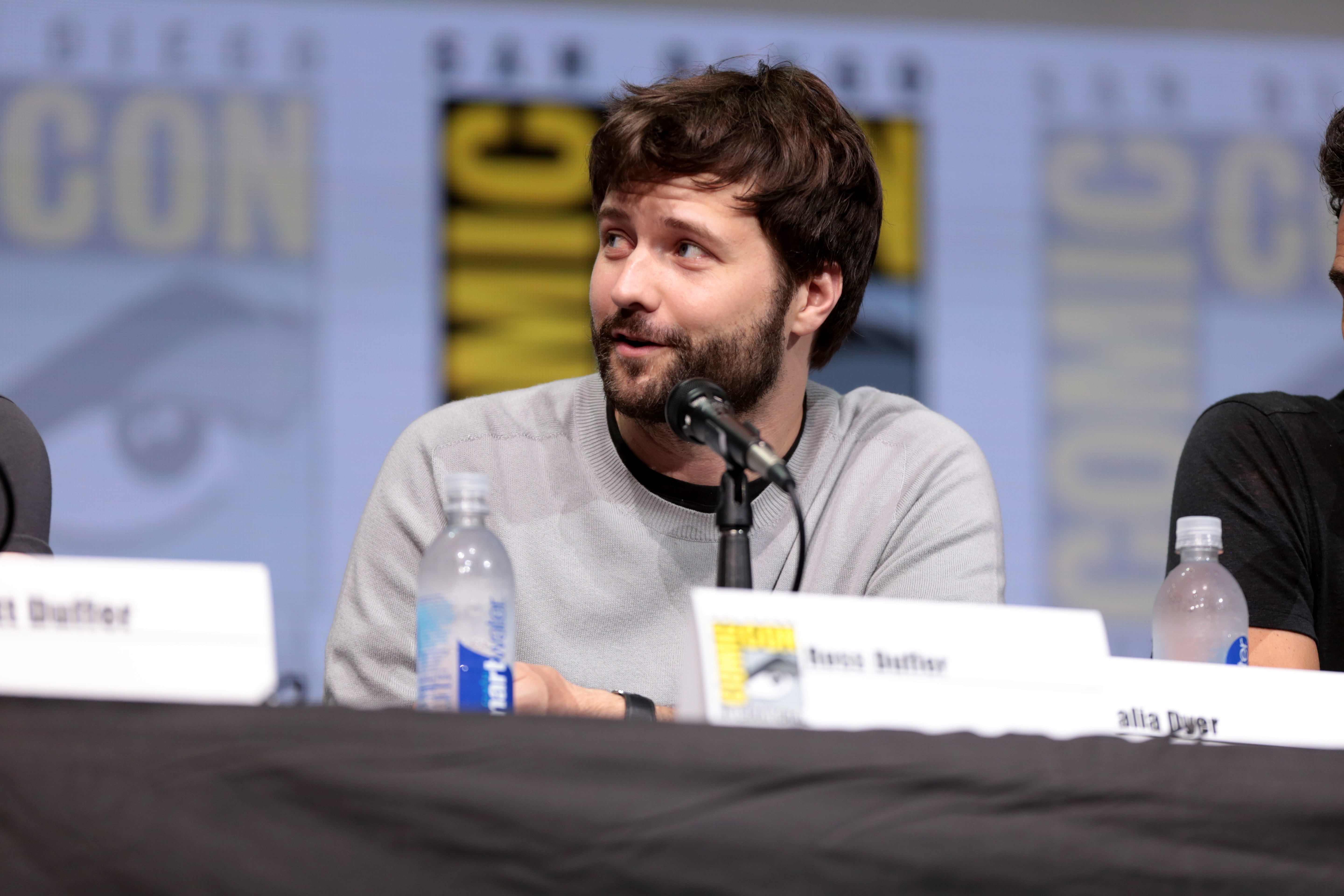
サンディエゴ・コミコン2017に登場したロス・ダファー

ロス・ダファーは、2015年12月にカリフォルニア州パームスプリングスで監督のリー・ジャニアックと結婚した。2人は2006年にロサンゼルスの制作会社で出会い、彼女はプロデューサーのアシスタント、彼はインターンとして働いていた。

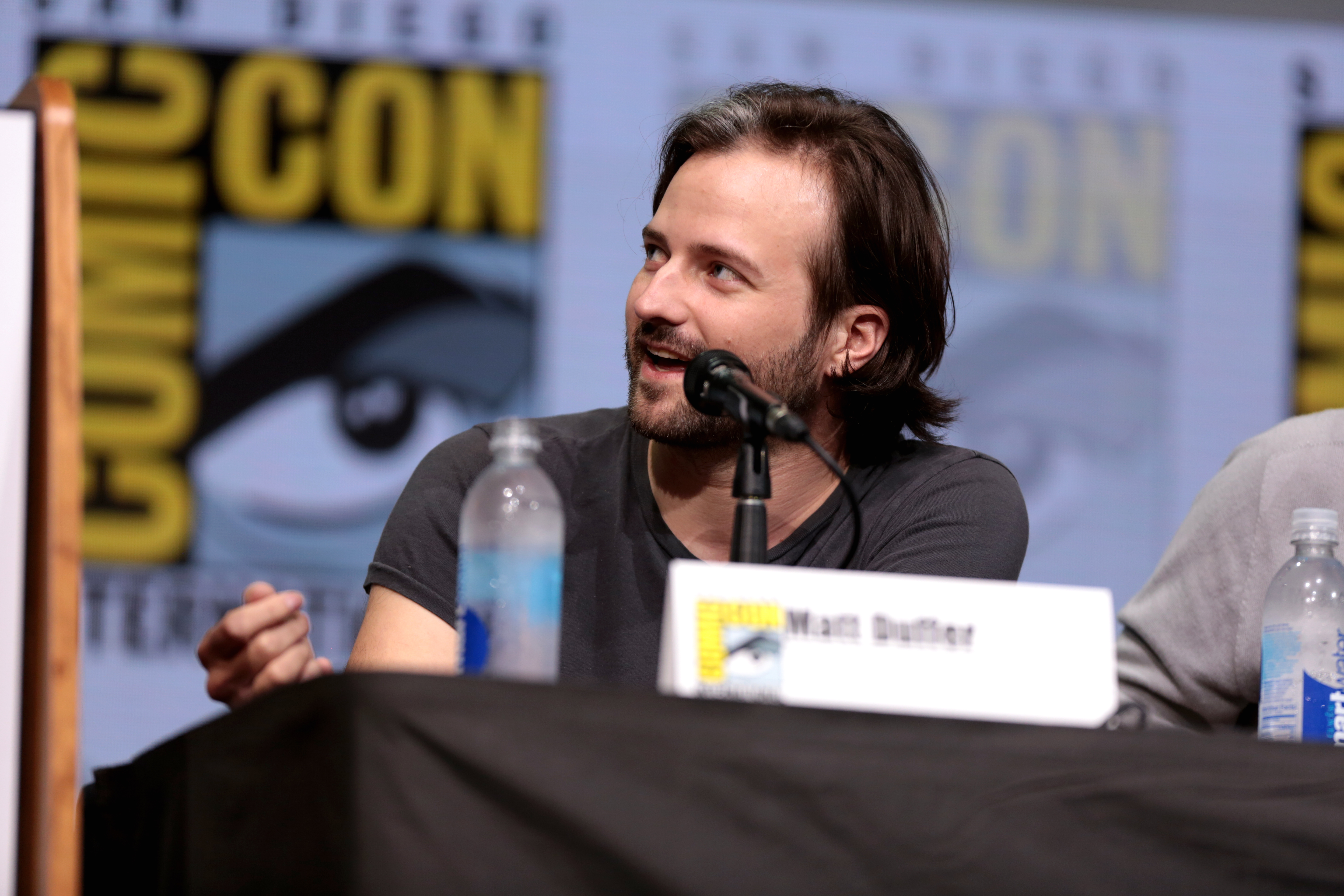
サンディエゴ・コミコン2017に登場したマット・ダファー

2018年3月、ダファー兄弟は、『ストレンジャー・シングス』のセットにおいて女性スタッフに対して暴言を吐いたとして、番組で働いていた撮影班の一人がソーシャルメディアで告発した。兄弟はこの主張を否定し、Netflixによる調査の結果、当該行為はなかったとされている。

## フィルモグラフィ

### 映画
| 年   | 作品                     | クレジット名 | クレジット名 | クレジット名 | クレジット名 | 備考                                                                          |
| 年   | 作品                     | 監督         | 脚本         | 製作         | その他       | 備考                                                                          |
| ---- | ------------------------ | ------------ | ------------ | ------------ | ------------ | ----------------------------------------------------------------------------- |
| 2005 | We All Fall Down         | ○            | ○            | ×            | ×            | 短編映画                                                                      |
| 2006 | The Big Toe              | ×            | ×            | ×            | ○            | 短編映画 編集                                                                 |
| 2007 | Eater                    | ○            | ○            | ○            | ×            | 短編映画                                                                      |
| 2008 | The Milkman              | ×            | ×            | ○            | ○            | 短編映画 俳優: 警官（マット・ダファー）; タクシードライバー（ロス・ダファー） |
| 2008 | Saturday Night at Norm's | ×            | ×            | ○            | ×            | 短編映画                                                                      |
| 2009 | Abraham's Boys           | ×            | ○            | ○            | ○            | 短編映画 セカンドユニット監督、編集                                           |
| 2009 | Road to Moloch           | ×            | ○            | ×            | ×            | 短編映画                                                                      |
| 2012 | Vessel                   | ×            | ○            | ×            | ×            | 短編映画                                                                      |
| 2014 | ハネムーン               | ×            | ×            | ×            |              | Special thanks                                                                |
| 2015 | Hidden                   | ○            | ○            | ×            | ×            | 長編デビュー作 2012年に完成、2015年に限定公開                                 |

### テレビ
| 放送                    | 作品                                | クレジット名 | クレジット名 | クレジット名 | クレジット名 | 備考                                                                |
| 放送                    | 作品                                | 監督         | 脚本         | 製作         | その他       | 備考                                                                |
| ----------------------- | ----------------------------------- | ------------ | ------------ | ------------ | ------------ | ------------------------------------------------------------------- |
| 2015–16年（フォックス） | ウェイワード・パインズ 出口のない街 | ×            | ○            | ○            | ×            | 共同製作 (シーズン1) 脚本 (4エピソード)                             |
| 2016–現在（Netflix）    | ストレンジャー・シングス 未知の世界 | ○            | ○            | ○            | ○            | 製作総指揮 (シーズン1～4) 監督 (15エピソード) 脚本家 (12エピソード) |